# Diodora gibberula
Diodora gibberula é uma espécie de molusco pertencente à família Fissurellidae.
A autoridade científica da espécie é Lamarck, tendo sido descrita no ano de 1822.
Trata-se de uma espécie presente no território português, incluindo a zona económica exclusiva.